# Francisco Silva Gajardo
Francisco Andrés Silva Gajardo (Quillota, 11 de febrero de 1986) es un futbolista chileno que juega como defensa central o volante central en U. D. Montijo de la Tercera Federación (Grupo XIV) de España. Además, fue internacional absoluto con la selección de fútbol de Chile entre 2007 y 2018, siendo parte de los planteles campeones de Copa América en 2015 y 2016. Integra la Generación Dorada del fútbol chileno.

## Trayectoria

### Inicios
Luego de un paso en las filas de Colo-Colo, pasó a las divisiones inferiores de Universidad Católica donde se formó definitivamente. Debido a las pocas posibilidades de jugar en la UC, fue enviado a préstamo a Deportes Ovalle, donde debutó en 2005. En 2007 fue cedido a Provincial Osorno, donde fue figura en el ascenso a primera división. 

### Universidad Católica
En 2008 regresó a Universidad Católica, donde terminó por consolidarse. En la UC tomó el relevo de Gary Medel tras la partida de este a Boca Juniors. En el club cruzado destacó por su gran despliegue físico, visión de juego y buen remate de media distancia. Sus buenas campañas le significaron llamar la atención de varios equipos europeos.

### Osasuna
Finalmente, tras varios traspasos frustrados, es cedido a préstamo con opción de compra al CA Osasuna de España para el primer semestre de 2013. Tras certificar la salvación, el club navarro finalmente ejerce su opción de compra.

### Brujas
Luego del Mundial de Brasil 2014, Francisco Silva llega al Club Brugge KV de Bélgica en calidad de préstamo, donde, a pesar de no tener mucha continuidad, ganó la Primera división belga. 

### Futbol mexicano
Tras la Copa América 2015, es transferido al Jaguares de Chiapas mexicano.Tras una temporada, es acordado su traspaso al Cruz Azul del mismo país.

### Independiente
En junio de 2018, tras acordar la rescisión de su contrato con el equipo cementero, se anuncia su fichaje en Independiente de la Primera División Argentina.

### Universidad Católica
En el año 2019, Silva regresó a Universidad Católica. El 8 de septiembre de 2019, recibió una dura infracción por parte del jugador de Unión La Calera, Matías Laba una fractura de tibia y peroné. Silva no pudo jugar lo que quedó del torneo y Laba fue sancionado con 10 fechas de castigo. Ese año, el club ganó la Supercopa de Chile 2019, y a fines de temporada se coronó campeón de la Primera División 2019.
Debido a la lesión sufrida en 2019, Silva no ha jugado constantemente en Universidad Católica, debido a diversas operaciones que se ha tenido que hacer producto de la lesión. En febrero de 2021, se celebró un nuevo campeonato nacional con Universidad Católica al ganar el campeonato Primera División 2020. Luego de su retiro futbolístico a mediados de 2021, la institución se coronó tetracampeón del torneo nacional, tras ganar las ediciones 2018, 2019, 2020 y 2021, y se convirtió en su sexto título con la franja.

### Deportes Limache
Después de haber estado retirado de la actividad deportiva por más de 2 años, firmó por Deportes Limache de la Primera B de Chile de cara al debut del club en la categoría de plata del fútbol nacional.

## Selección nacional

### Selección absoluta

#### Amistosos

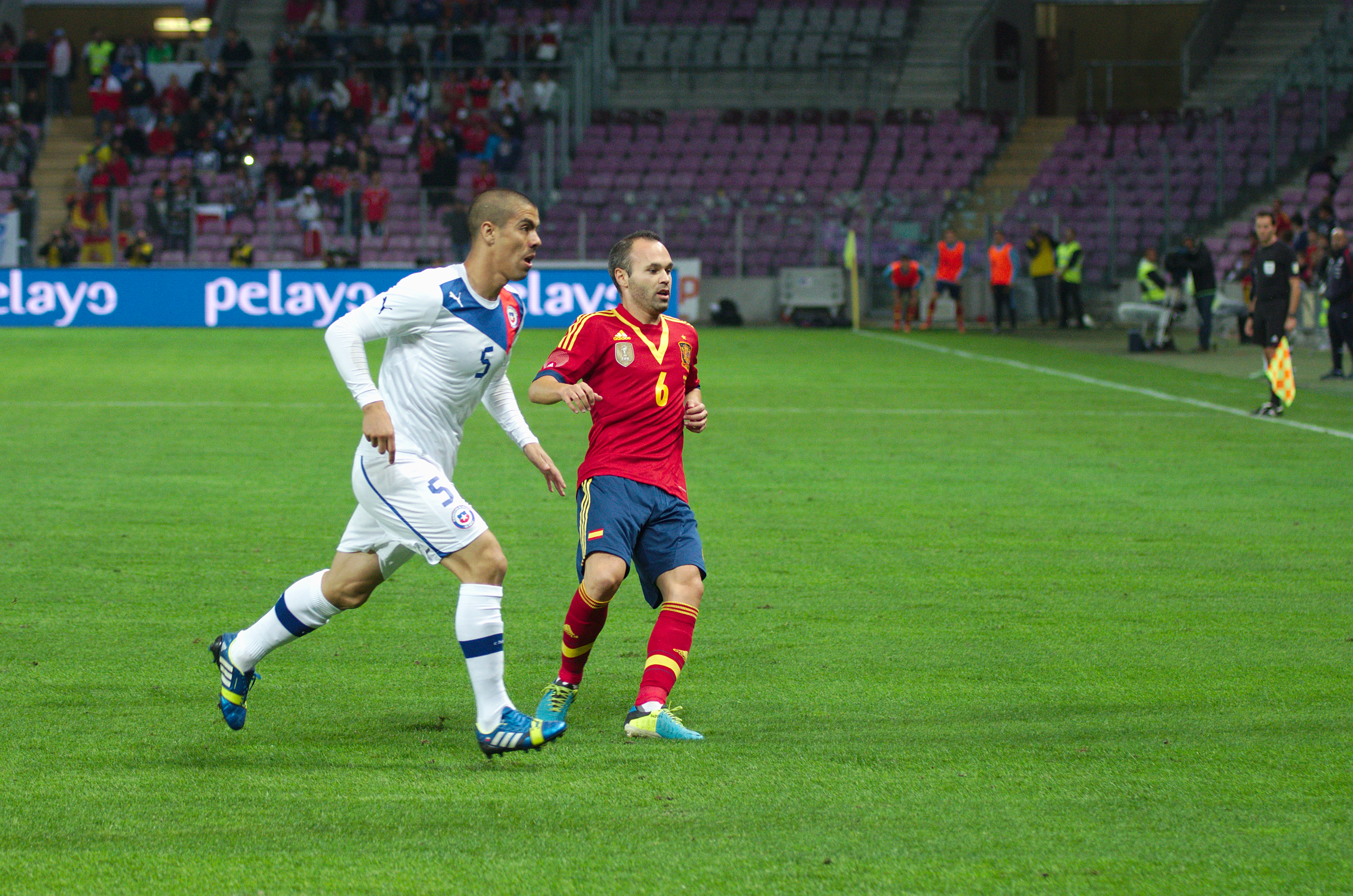
Francisco Silva marcando a Andrés Iniesta en el duelo entre Chile y España en octubre de 2013.

Debutó en la selección adulta el 9 de mayo de 2007, en un encuentro amistoso contra Cuba en el Estadio Municipal Rubén Marcos Peralta de Osorno que acabó en triunfo de la selección chilena por 3-0, Silva ingresó al minuto 58 de partido por José Rojas debutando por su selección a la edad de 21 años, 2 meses y 28 días.

### Mundiales

#### Copa Mundial 2014
Para el año siguiente fue convocado por Jorge Sampaoli para disputar la Copa Mundial de Fútbol de 2014, celebrada en Brasil. Tras ser suplente en el primer duelo contra Australia (triunfo 3-1), fue titular en el duelo clave del Grupo B contra España en el Estadio Maracaná de Río de Janeiro, jugando en defensa en una línea de 3 junto a Gary Medel y Gonzalo Jara, como stopper por derecha, en el histórico triunfo de Chile por 2-0 sobre los campeones del mundo con anotaciones de Eduardo Vargas y Charles Aránguiz, lo que clasificó a Chile a la siguiente fase del torneo y eliminó a España del Mundial.
Después en el último duelo del Grupo, cayeron por 2-0 contra Holanda en Sao Paulo culminando segundos en su grupo, Silva por su parte fue titular, recibiendo amarilla al minuto 25 y saliendo al minuto 70 por Jorge Valdivia. En los octavos de final se midieron ante el anfitrión y su bestia negra en mundiales, Brasil en el Estadio Mineirao de Belo Horizonte, los brasileños empezaron abriendo la cuenta al minuto 18 tras un gol de cabeza de David Luiz tras un córner, 14 minutos después los chilenos lograron empatar gracias a Alexis Sánchez, terminaron los 90 minutos y ambas escuadras finalizaron 1-1, se fueron a un tiempo suplementario y nuevamente terminaron igualados a 1 gol por lo que tuvieron que irse a penales, donde los chilenos quedaron eliminados por 3-2 luego que el quinto pateador chileno Gonzalo Jara estrellara su disparó en el travesaño. Silva por su parte jugó 3 de los 4 partidos de Chile en Mundial de Brasil 2014, todos como titular y estando 280 minutos en cancha, cumpliendo bien su función como stopper por derecha, posición que no es natural para el "gato" que a pesar de eso, logró un gran cometido, siendo una de las revelaciones del conjunto chileno logrando un gran nivel como defensor a pesar de nunca haber jugado en tal posición dentro del campo.

### Copas América

#### Copa América 2011
Tras 3 años y medio sin jugar por la selección, jugó los 90 minutos en el duelo amistoso contra Estados Unidos en Carson el día 22 de enero de 2011. Poco después es convocado por Claudio Borghi para disputar la Copa América 2011 en Argentina. En el que solo jugó el tercer partido de Chile por el Grupo C, ante Perú en el Estadio Malvinas Argentinas de Mendoza, cumpliendo una destacada labor en la victoria chilena por 1 a 0 que los hizo terminar como líderes del Grupo C, cayendo en cuartos de final contra Venezuela por 1-2.

#### Copa América 2015
En un principio Silva no había entrado en la nómina definitiva de 23 jugadores para disputar la Copa América 2015 en Chile, pero tras la lesión de Edson Puch, se le abrió el paso para formar parte del equipo que disputaría el torneo. En aquel certamen disputó un solo partido, pero el más importante de todos, la Final contra la Argentina de Lionel Messi, en aquella instancia comenzó el partido como titular remplazando al suspendido Gonzalo Jara en un línea de 3 en el fondo defensivo junto a Marcelo Díaz y Gary Medel, jugando él como stopper por derecha cumpliendo una destacable actuación, después de 120 minutos de lucha ambas escuadras terminaron empatadas 0-0 y en penales La Roja venció a los argentinos por 4-1 y obtuvo el primer título oficial de su historia tras el penal pateado de Alexis Sánchez.

#### Copa América Centenario

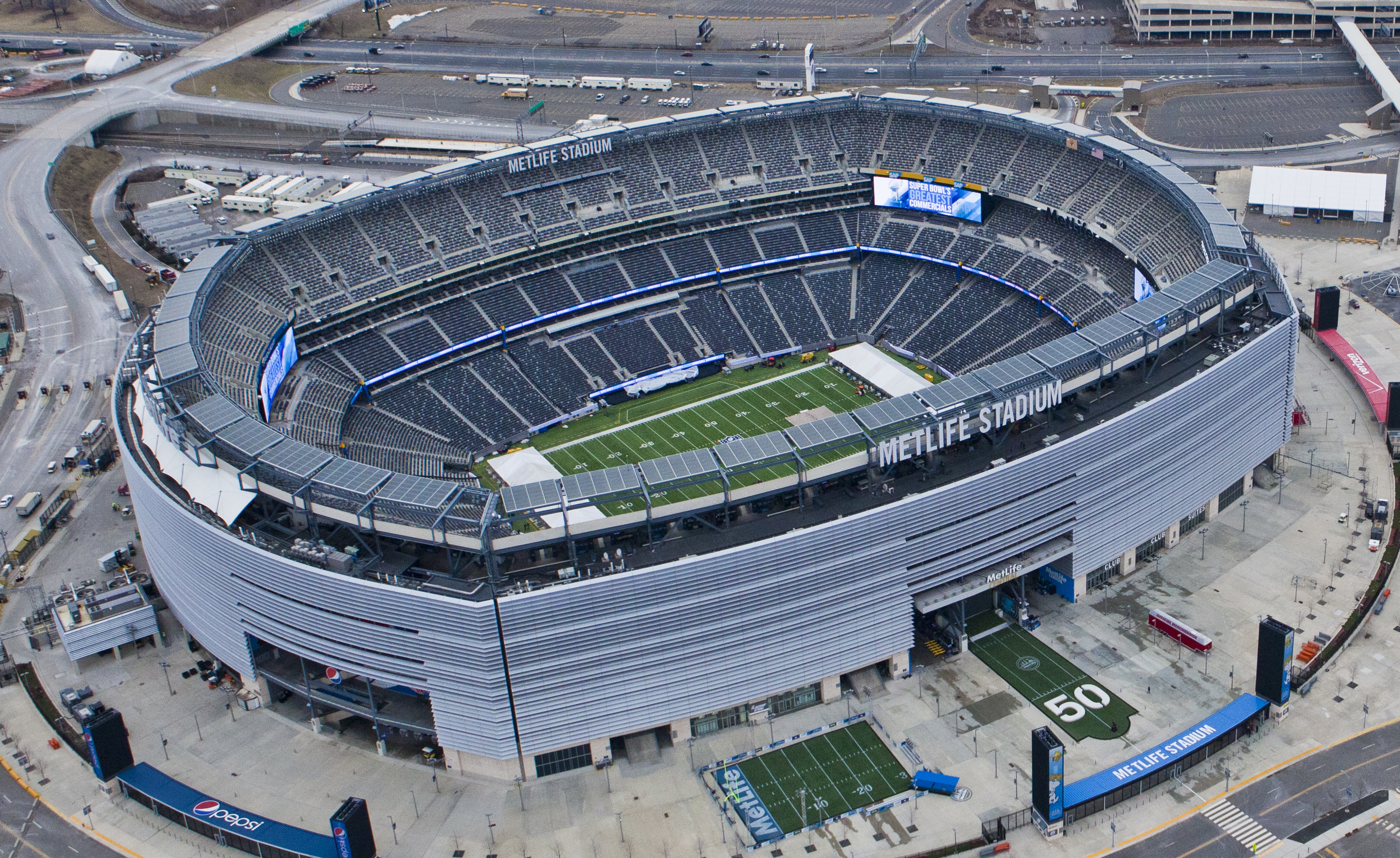
El MetLife Stadium de Nueva Jersey, Estados Unidos. Sede de la Final de la Copa América Centenario entre Argentina y Chile que acabó en triunfo chileno en penales por 4-2 con Francisco Silva anotando el quinto penal chileno que le dio el segundo título oficial de su historia.

El 16 de mayo de 2016, fue incluido en la nómina final por Juan Antonio Pizzi para disputar la Copa América Centenario, celebrada en Estados Unidos. Tras ser suplente en los 3 duelos de Chile en fase de grupos, debutó en el torneo centenario en los cuartos de final contra México, ingresando al minuto 56 debido a la lesión de Marcelo Díaz en la histórica goleada 7-0 sobre los mexicanos, inclusive Silva pudo haber marcado un golazo desde fuera del área desde 25 metros al minuto 84 pero su disparó fue desviado al córner por Guillermo Ochoa. Tras la lesión de Díaz, fue el volante defensivo de Chile en el duelo contra Colombia en Chicago que acabó en triunfo 2-0 con goles de José Pedro Fuenzalida y Charles Aránguiz. Empezó desde el banco de suplentes la final contra Argentina en el MetLife Stadium, ingresando al minuto 103' en reemplazo del lesionado Alexis Sánchez en un partido que al igual que la final del año pasado terminó igualado 0-0 por lo que se fuera a los penales. En el cuarto penal argentino, Claudio Bravo le contuvo su disparó a Lucas Biglia y en el quinto lanzamiento chileno, Silva convirtió el quinto y decisivo penal de la definición dándole el segundo título de su historia a la selección chilena y consagrándose como Bicampeón de América. "Pancho" Silva jugó 3 de los 6 partidos de Chile en la Copa América Centenario estando 140 minutos en cancha y anotando el penal decisivo en la tanda.

#### Copa Confederaciones
Poco después integró la nómina de 23 jugadores de Juan Antonio Pizzi para la Copa Confederaciones 2017 en Rusia. Comenzaron contra Camerún por el inicio del Copa Confederaciones 2017, al cual vencieron 2-0 con anotaciones de Arturo Vidal y Eduardo Vargas, Silva ingresó desde el banco al minuto 71 en desmedró de Charles Aránguiz. En el segundo duelo contra Alemania nuevamente fue suplente ingresando al 89' por Aránguiz. Comenzó como titular en el último duelo del Grupo contra Australia en Moscú, jugando los noventa minutos (mostrando un bajo nivel) en la igualdad 1-1, clasificándose a semifinales segundos en el grupo con 5 puntos, detrás de los alemanes.
Por las semifinales se enfrentaron a Portugal en el Kazán Arena, duelo en el que Silva ingresó al minuto 111 de partido por Pedro Pablo Hernández, minutos después le cometieron que no fue cobrado por Alireza Faghani ni fue revisado por el VAR, así finalizó el duelo con ambas selecciones igualando 0-0, por lo que tuvieron que irse a penales y ahí Chile venció a Portugal por 3-0 con notable actuación de Claudio Bravo. En la Final se enfrentaron a Alemania, partido que perdieron por 0-1 tras un error de Marcelo Díaz, duelo en el que Silva fue suplente y no ingresó. Francisco Silva jugó 4 de los 5 partidos de Chile en la Copa Confederaciones 2017 jugando 119 minutos en el campo de juego.

### Clasificatorias Brasil 2014
Tras el despido de Borghi, fue convocado habitualmente por Jorge Sampaoli. En 2013 jugó el primer partido oficial de la "Era Sampaoli" contra Perú en Lima por las Clasificatorias a Brasil 2014, ingresando al minuto 54 por Charles Aránguiz en la derrota 1-0. Poco después en septiembre del mismo año, jugó los segundos 45 minutos en la igualdad 2-2 contra España en Ginebra, cumpliendo un buen cometido. En la fecha 17 de las Clasificatorias a Brasil 2014 contra Colombia en Barranquilla, ingresó al minuto 69 por Eduardo Vargas y 5 minutos después cometió un penal cuando su equipo iba ganando por 3-1, que después Radamel Falcao cambió por gol y luego Falcao anotó de nuevo de penal para el 3-3 final en Barranquilla, debido a este error, Silva solo fue suplente en el último duelo contra Ecuador en el Estadio Nacional Julio Martínez Pradanos que acabó en triunfo chileno y clasificación al Mundial de Brasil por 2-1 con anotaciones de Alexis Sánchez y Gary Medel.

### Clasificatorias Rusia 2018

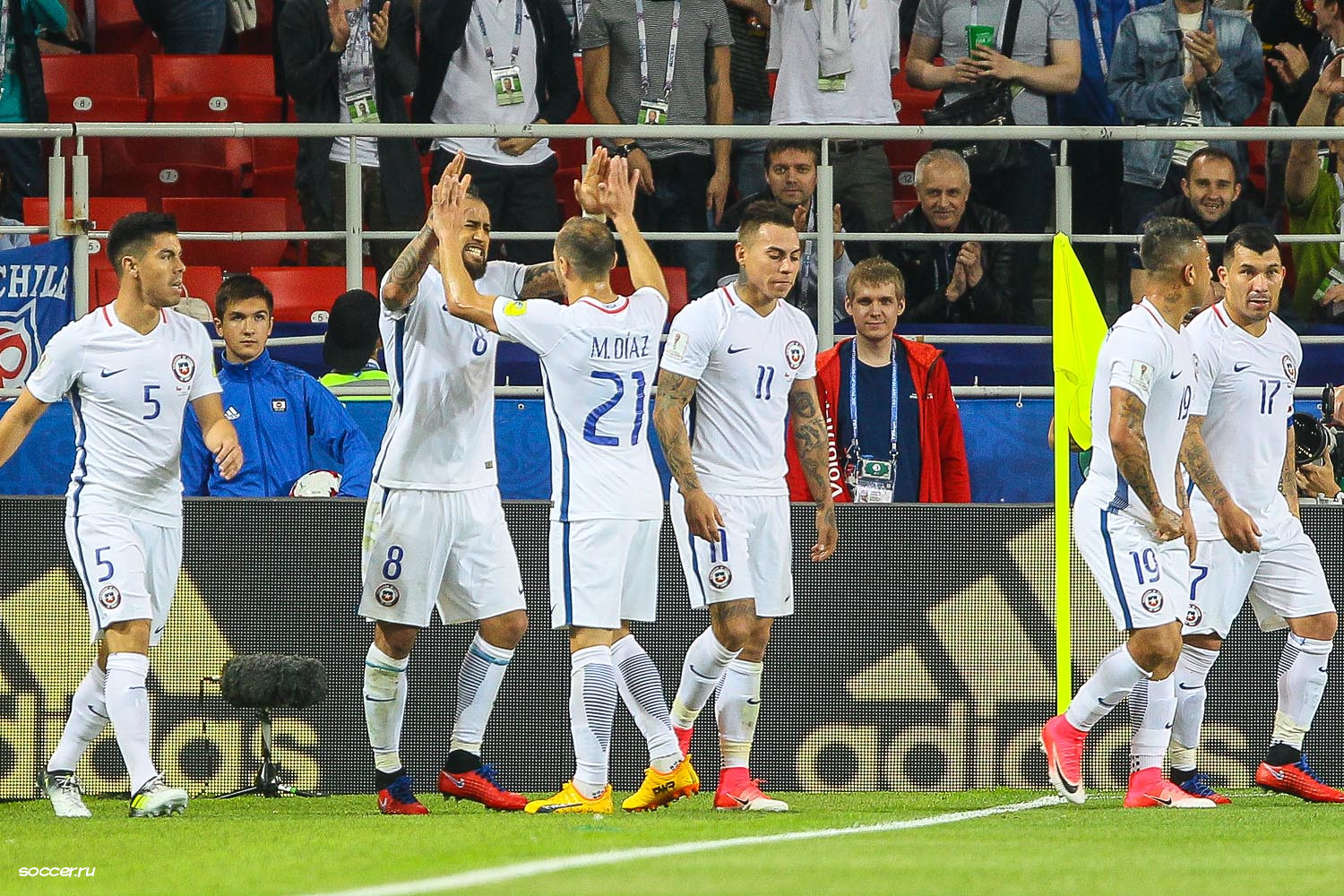
Francisco Silva (izquierda) celebrando junto a sus compañeros el triunfo ante Camerún.

Después de esto, comenzaron las Clasificatorias a Rusia 2018 contra Brasil en el Estadio Nacional, duelo en el que nuevamente jugó como stopper por derecha pero solo jugó 40 minutos siendo sustituido por Mark González por decisión técnica, duelo en el que Chile ganó 2-0 y volvió a derrotar a la "Scratch" después de 15 años. En la segunda fecha ingresó al minuto 53 por Marcelo Díaz en la victoria 4-3 frente a Perú en Lima consiguiendo 6 puntos en las 2 primeras fechas. En la tercera fecha jugó los 90 minutos (siendo reemplazado por Bryan Rabello al minuto 90) en la igualdad 1-1 con Colombia en Santiago, después fue suplente en la derrota 3-0 contra Uruguay en Montevideo. En la quinta fecha contra Argentina de local, ingresó al minuto 6 debido a la lesión de Matías Fernández, jugando un buen partido como volante defensivo en la derrota 1-2 contra los argentinos, luego en el siguiente duelo contra Venezuela en Barinas jugó los noventa minutos en el triunfo 4-1 sobre los venezolanos.
Perdieron por 2-1 contra Paraguay en Asunción por la séptima fecha en Asunción y después empataron 0-0 contra Bolivia en el Estadio Monumental dejando escapar puntos de oro. Sufrió un desgarro una semana previa a los duelos contra Ecuador y Perú de octubre de 2016 quedando descartado para ambos duelos, después volvió para la doble fecha de noviembre del mismo contra Colombia y Uruguay, siendo suplente en ambos duelos. En la fecha 16 de las Clasificatorias a Rusia 2018 se enfrentaron a Bolivia en La Paz, perdiendo por 1-0 y complicando su clasificación a Rusia 2018. En la siguiente fecha, lograron vencer sufridamente por 2-1 a Ecuador en el Estadio Monumental, con anotaciones de Eduardo Vargas y Alexis Sánchez, en aquel partido Silva jugó como volante defensivo prácticamente todo el encuentro saliendo al minuto 90+2 por Erick Pulgar. Previo al duelo por la última fecha contra Brasil, se lesionó en un entrenamiento a solo horas del partido, por lo que quedó descartado para ese partido, el cual Brasil ganó 3-0 dejando eliminando a Chile de Rusia 2018.
Francisco Silva jugó 10 de los 18 partidos de Chile en las Clasificatorias a Rusia 2018, jugando 8 como titular, estando 741 minutos en el campo de juego y bajando su nivel poco a poco post Copa América Centenario.

#### Participaciones en Copa América
| Torneo                  | Sede                   | Resultado              | Partidos | Goles |
| ----------------------- | ---------------------- | ---------------------- | -------- | ----- |
| Copa América 2011       | Argentina              | Cuartos de final       | 1        | 0     |
| Copa América 2015       | Chile                  | Campeón                | 1        | 0     |
| Copa América Centenario | Estados Unidos         | Campeón                | 3        | 0     |
| Total en Copas América  | Total en Copas América | Total en Copas América | 5        | 0     |

#### Participaciones en Clasificatorias a Copas del Mundo
| Eliminatorias                     | País                              | Resultado                         | Posición                          | Partidos | Goles |
| --------------------------------- | --------------------------------- | --------------------------------- | --------------------------------- | -------- | ----- |
| Eliminatorias Brasil 2014         | Brasil                            | Clasificado                       | 3.º lugar                         | 2        | 0     |
| Eliminatorias Rusia 2018          | Rusia                             | Eliminado                         | 6.º lugar                         | 10       | 0     |
| Total en procesos clasificatorios | Total en procesos clasificatorios | Total en procesos clasificatorios | Total en procesos clasificatorios | 12       | 0     |

#### Participaciones en Copas del Mundo
| Mundial                   | Sede   | Resultado        | Partidos | Goles |
| ------------------------- | ------ | ---------------- | -------- | ----- |
| Mundial de Fútbol de 2014 | Brasil | Octavos de final | 3        | 0     |

#### Participaciones en Copas FIFA Confederaciones
| Copa                 | Sede  | Resultado  | Partidos | Goles |
| -------------------- | ----- | ---------- | -------- | ----- |
| Confederaciones 2017 | Rusia | Subcampeón | 4        | 0     |

### Partidos internacionales
Actualizado hasta el 5 de octubre de 2017.
| Partidos internacionales | Partidos internacionales | Partidos internacionales                                             | Partidos internacionales | Partidos internacionales | Partidos internacionales | Partidos internacionales | Partidos internacionales       | Partidos internacionales | Partidos internacionales | Partidos internacionales       |
| N.º                      | Fecha                    | Estadio                                                              | Local                    | Resultado                | Visitante                | Goles                    | Cambio                         | Tarjetas                 | DT                       | Competición                    |
| ------------------------ | ------------------------ | -------------------------------------------------------------------- | ------------------------ | ------------------------ | ------------------------ | ------------------------ | ------------------------------ | ------------------------ | ------------------------ | ------------------------------ |
| 1                        | 7 de mayo de 2007        | Estadio Municipal Rubén Marcos Peralta, Osorno, Chile                | Chile                    | 3-0                      | Cuba                     |                          | 58' por José Rojas             |                          | Nelson Acosta            | Amistoso                       |
| 2                        | 22 de enero de 2011      | The Home Depot Center, Carson, Estados Unidos                        | Estados Unidos           | 1-1                      | Chile                    |                          |                                | 17'                      | Marcelo Bielsa           | Amistoso                       |
| 3                        | 23 de junio de 2011      | Estadio Defensores del Chaco, Asunción, Paraguay                     | Paraguay                 | 0-0                      | Chile                    |                          | 75' por Gary Medel             |                          | Marcelo Bielsa           | Amistoso                       |
| 4                        | 12 de julio de 2011      | Estadio Malvinas Argentinas, Mendoza, Argentina                      | Chile                    | 1-0                      | Perú                     |                          | 78' por Gary Medel             |                          | Marcelo Bielsa           | Copa América 2011              |
| 5                        | 15 de febrero de 2012    | Estadio Feliciano Cáceres, Luque, Paraguay                           | Paraguay                 | 2-0                      | Chile                    |                          |                                | 48'                      | Claudio Borghi           | Amistoso                       |
| 6                        | 15 de enero de 2013      | Estadio La Portada, La Serena, Chile                                 | Chile                    | 2-1                      | Senegal                  |                          |                                |                          | Jorge Sampaoli           | Amistoso                       |
| 7                        | 19 de enero de 2013      | Estadio Municipal "Alcaldesa Ester Roa Rebolledo", Concepción, Chile | Chile                    | 3-0                      | Haiti                    |                          | 86' por Michael Ríos           |                          | Jorge Sampaoli           | Amistoso                       |
| 8                        | 22 de marzo de 2013      | Estadio Nacional del Perú, Lima, Perú                                | Perú                     | 1-0                      | Chile                    |                          | 54' por Charles Aránguiz       |                          | Jorge Sampaoli           | Clasificatorias a Brasil 2014  |
| 9                        | 10 de septiembre de 2013 | Stade de Genève, Ginebra, Suiza                                      | España                   | 2-2                      | Chile                    |                          | 46' por David Pizarro          |                          | Jorge Sampaoli           | Amistoso                       |
| 10                       | 11 de octubre de 2013    | Estadio Metropolitano Roberto Meléndez, Barranquilla, Colombia       | Colombia                 | 3-3                      | Chile                    |                          | 69' por Eduardo Vargas         | 74'                      | Jorge Sampaoli           | Clasificatorias a Brasil 2014  |
| 11                       | 5 de marzo de 2014       | Estadio Mercedes-Benz Arena, Stuttgart, Alemania                     | Alemania                 | 1-0                      | Chile                    |                          | 83' por Marcos González        |                          | Jorge Sampaoli           | Amistoso                       |
| 12                       | 4 de junio de 2014       | Estadio Elías Figueroa Brander, Valparaíso, Chile                    | Chile                    | 2-0                      | Irlanda del Norte        |                          |                                |                          | Jorge Sampaoli           | Amistoso                       |
| 13                       | 18 de junio de 2014      | Estadio Maracaná, Río de Janeiro, Brasil                             | España                   | 0-2                      | Chile                    |                          |                                |                          | Jorge Sampaoli           | Copa Mundial de Fútbol de 2014 |
| 14                       | 23 de junio de 2014      | Estadio Arena Corinthians, São Paulo, Brasil                         | Países Bajos             | 2-0                      | Chile                    |                          | 70' por Jorge Valdivia         | 25'                      | Jorge Sampaoli           | Copa Mundial de Fútbol de 2014 |
| 15                       | 28 de junio de 2014      | Estadio Mineirão, Belo Horizonte, Brasil                             | Brasil                   | 1-1 (t. s.) 3-2p         | Chile                    |                          |                                | 40'                      | Jorge Sampaoli           | Copa Mundial de Fútbol de 2014 |
| 16                       | 6 de septiembre de 2014  | Levi's Stadium, Santa Clara, Estados Unidos                          | México                   | 0-0                      | Chile                    |                          |                                |                          | Jorge Sampaoli           | Amistoso                       |
| 17                       | 10 de octubre de 2014    | Estadio Elías Figueroa Brander, Valparaíso, Chile                    | Chile                    | 3-0                      | Perú                     |                          | 46' por Gary Medel             |                          | Jorge Sampaoli           | Amistoso                       |
| 18                       | 4 de julio de 2015       | Estadio Nacional, Santiago, Chile                                    | Chile                    | 0-0 (t. s.) 4-1p         | Argentina                |                          |                                | 23'                      | Jorge Sampaoli           | Copa América 2015              |
| 19                       | 8 de octubre de 2015     | Estadio Nacional, Santiago, Chile                                    | Chile                    | 2-0                      | Brasil                   |                          | 40' por Mark González          |                          | Jorge Sampaoli           | Clasificatorias a Rusia 2018   |
| 20                       | 13 de octubre de 2015    | Estadio Nacional del Perú, Lima, Perú                                | Perú                     | 3-4                      | Chile                    |                          | 53' por Marcelo Díaz           |                          | Jorge Sampaoli           | Clasificatorias a Rusia 2018   |
| 21                       | 12 de noviembre de 2015  | Estadio Nacional, Santiago, Chile                                    | Chile                    | 1-1                      | Colombia                 |                          | 90' por Bryan Rabello          |                          | Jorge Sampaoli           | Clasificatorias a Rusia 2018   |
| 22                       | 24 de marzo de 2016      | Estadio Nacional, Santiago, Chile                                    | Chile                    | 1-2                      | Argentina                |                          | 6' por Matías Fernández        |                          | Juan Antonio Pizzi       | Clasificatorias a Rusia 2018   |
| 23                       | 29 de marzo de 2016      | Estadio Agustín Tovar, Barinas, Venezuela                            | Venezuela                | 1-4                      | Chile                    |                          |                                | 77'                      | Juan Antonio Pizzi       | Clasificatorias a Rusia 2018   |
| 24                       | 27 de mayo de 2016       | Estadio Sausalito, Viña del Mar, Chile                               | Chile                    | 1-2                      | Jamaica                  |                          |                                |                          | Juan Antonio Pizzi       | Amistoso                       |
| 25                       | 1 de junio de 2016       | Estadio Qualcomm, San Diego, Estados Unidos                          | México                   | 1-0                      | Chile                    |                          | 64' por Marcelo Díaz           |                          | Juan Antonio Pizzi       | Amistoso                       |
| 26                       | 18 de junio de 2016      | Levi's Stadium, Santa Clara, Estados Unidos                          | México                   | 0-7                      | Chile                    |                          | 56' por Marcelo Díaz           |                          | Juan Antonio Pizzi       | Copa América Centenario        |
| 27                       | 22 de junio de 2016      | Soldier Field, Chicago, Estados Unidos                               | Colombia                 | 0-2                      | Chile                    |                          |                                | 85'                      | Juan Antonio Pizzi       | Copa América Centenario        |
| 28                       | 26 de junio de 2016      | MetLife Stadium, East Rutherford, Estados Unidos                     | Argentina                | 0-0 (t. s.) 2-4p         | Chile                    |                          | 103' por Alexis Sánchez        |                          | Juan Antonio Pizzi       | Copa América Centenario        |
| 29                       | 1 de septiembre de 2016  | Estadio Defensores del Chaco, Asunción, Paraguay                     | Paraguay                 | 2-1                      | Chile                    |                          | 72' por Felipe Gutiérrez       |                          | Juan Antonio Pizzi       | Clasificatorias a Rusia 2018   |
| 30                       | 6 de septiembre de 2016  | Estadio Monumental, Santiago, Chile                                  | Chile                    | 3-0                      | Bolivia                  |                          |                                | 63' (s)                  | Juan Antonio Pizzi       | Clasificatorias a Rusia 2018   |
| 31                       | 23 de marzo de 2017      | Estadio Antonio Vespucio Liberti, Buenos Aires, Argentina            | Argentina                | 1-0                      | Chile                    |                          | 70' por Jorge Valdivia         |                          | Juan Antonio Pizzi       | Clasificatorias a Rusia 2018   |
| 32                       | 9 de junio de 2017       | VEB Arena, Moscú, Rusia                                              | Rusia                    | 1-1                      | Chile                    |                          | 76' por Pedro Pablo Hernández  |                          | Juan Antonio Pizzi       | Amistoso                       |
| 33                       | 13 de junio de 2017      | Cluj Arena, Cluj, Rumanía                                            | Rumania                  | 3-2                      | Chile                    |                          | 54' por Marcelo Díaz           |                          | Juan Antonio Pizzi       | Amistoso                       |
| 34                       | 18 de junio de 2017      | Otkrytie Arena, Moscú, Rusia                                         | Camerún                  | 0-2                      | Chile                    |                          | 71' por Charles Aránguiz       |                          | Juan Antonio Pizzi       | Copa Confederaciones 2017      |
| 35                       | 22 de junio de 2017      | Kazán Arena, Kazán, Rusia                                            | Alemania                 | 1-1                      | Chile                    |                          | 89' por Charles Aránguiz       |                          | Juan Antonio Pizzi       | Copa Confederaciones 2017      |
| 36                       | 25 de junio de 2017      | Otkrytie Arena, Moscú, Rusia                                         | Chile                    | 1-1                      | Australia                |                          |                                |                          | Juan Antonio Pizzi       | Copa Confederaciones 2017      |
| 37                       | 28 de junio de 2017      | Kazán Arena, Kazán, Rusia                                            | Portugal                 | 0-0 (t. s.) 0-3p         | Chile                    |                          | 111' por Pedro Pablo Hernández |                          | Juan Antonio Pizzi       | Copa Confederaciones 2017      |
| 38                       | 5 de septiembre de 2017  | Estadio Hernando Siles, La Paz, Bolivia                              | Bolivia                  | 1-0                      | Chile                    |                          |                                |                          | Juan Antonio Pizzi       | Clasificatorias a Rusia 2018   |
| 39                       | 5 de octubre de 2017     | Estadio Monumental, Santiago, Chile                                  | Chile                    | 2-1                      | Ecuador                  |                          | 90+2' por Erick Pulgar         | 51'                      | Juan Antonio Pizzi       | Clasificatorias a Rusia 2018   |
| Total                    |                          |                                                                      | Presencias               | 39                       | Goles                    | 0                        |                                |                          |                          |                                |

| Selección chilena | Selección chilena | Selección chilena |
| Año               | Partidos          | Goles             |
| ----------------- | ----------------- | ----------------- |
| 2007              | 1                 | 0                 |
| 2011              | 3                 | 0                 |
| 2012              | 1                 | 0                 |
| 2013              | 5                 | 0                 |
| 2014              | 7                 | 0                 |
| 2015              | 4                 | 0                 |
| 2016              | 9                 | 0                 |
| 2017              | 9                 | 0                 |
| Total             | 39                | 0                 |

## Estadísticas

### Clubes
Actualizado al último partido disputado el 28 de agosto de 2021.
| Club                         | Div           | Temporada     | Liga  | Liga  | Copas nacionales | Copas nacionales | Torneos internacionales | Torneos internacionales | Total | Total | Media goleadora |
| Club                         | Div           | Temporada     | Part. | Goles | Part.            | Goles            | Part.                   | Goles                   | Part. | Goles | Media goleadora |
| ---------------------------- | ------------- | ------------- | ----- | ----- | ---------------- | ---------------- | ----------------------- | ----------------------- | ----- | ----- | --------------- |
| Universidad Católica · Chile | 1.ª           | 2008          | 11    | 1     | —                | —                | 1                       | 0                       | 12    | 1     | 0.08            |
| Universidad Católica · Chile | 1.ª           | 2009          | 36    | 1     | —                | —                | —                       | —                       | 36    | 1     | 0.03            |
| Universidad Católica · Chile | 1.ª           | 2010          | 29    | 2     | —                | —                | 7                       | 2                       | 36    | 4     | 0.11            |
| Universidad Católica · Chile | 1.ª           | 2011          | 35    | 2     | 4                | 1                | 13                      | 0                       | 52    | 3     | 0.06            |
| Universidad Católica · Chile | 1.ª           | 2012          | 26    | 0     | 4                | 1                | 13                      | 1                       | 43    | 2     | 0.05            |
| Osasuna · España             | 1.ª           | 2012-13       | 16    | 1     | —                | —                | —                       | —                       | 16    | 1     | 0.06            |
| Osasuna · España             | 1.ª           | 2013-14       | 31    | 0     | 3                | 0                | —                       | —                       | 34    | 0     | 0.00            |
| Osasuna · España             | 2.ª           | 2014          | 1     | 0     | —                | —                | —                       | —                       | 1     | 0     | 0.00            |
| Osasuna · España             | Total club    | Total club    | 48    | 1     | 3                | 0                | 0                       | 0                       | 51    | 1     | 0.02            |
| Brujas · Bélgica             | 1.ª           | 2014-15       | 11    | 0     | 3                | 0                | 8                       | 0                       | 21    | 0     | 0.00            |
| Brujas · Bélgica             | Total club    | Total club    | 11    | 0     | 3                | 0                | 8                       | 0                       | 21    | 0     | 0.00            |
| Chiapas · México             | 1.ª           | 2015-16       | 28    | 0     | —                | —                | —                       | —                       | 28    | 0     | 0.00            |
| Chiapas · México             | Total club    | Total club    | 28    | 0     | 0                | 0                | 0                       | 0                       | 28    | 0     | 0.00            |
| Cruz Azul · México           | 1.ª           | 2016-17       | 25    | 6     | 8                | 1                | —                       | —                       | 32    | 8     | 0.25            |
| Cruz Azul · México           | 1.ª           | 2017-18       | 31    | 2     | 5                | 1                | —                       | —                       | 36    | 2     | 0.08            |
| Cruz Azul · México           | Total club    | Total club    | 56    | 8     | 12               | 2                | 0                       | 0                       | 68    | 9     | 0.13            |
| Independiente Argentina      | 1.ª           | 2018-19       | 9     | 0     | 2                | 0                | 8                       | 0                       | 18    | 0     | 0.00            |
| Independiente Argentina      | 1.ª           | 2019-20       | 1     | 0     | —                | —                | 1                       | 0                       | 2     | 0     | 0.00            |
| Independiente Argentina      | Total club    | Total club    | 10    | 0     | 2                | 0                | 8                       | 0                       | 20    | 0     | 0.00            |
| Universidad Católica · Chile | 1.ª           | 2019          | 4     | 0     | 2                | 0                | —                       | —                       | 6     | 0     | 0.00            |
| Universidad Católica · Chile | 1.ª           | 2020          | 4     | 0     | —                | —                | 2                       | 0                       | 6     | 0     | 0.00            |
| Universidad Católica · Chile | 1.ª           | 2021          | 9     | 0     | 3                | 0                | 6                       | 0                       | 18    | 0     | 0.00            |
| Universidad Católica · Chile | Total club    | Total club    | 154   | 6     | 13               | 2                | 42                      | 3                       | 209   | 11    | 0.05            |
| Deportes Limache · Chile     | 2.ª           | 2024          | 4     | 0     | 0                | 0                | —                       | —                       | 4     | 0     | 0.00            |
| Deportes Limache · Chile     | Total club    | Total club    | 4     | 0     | 0                | 0                | 0                       | 0                       | 4     | 0     | 0.00            |
| Total carrera                | Total carrera | Total carrera | 311   | 14    | 33               | 4                | 57                      | 3                       | 401   | 21    | 0.05            |
| 1. 2. 3.                     |               |               |       |       |                  |                  |                         |                         |       |       |                 |

### Selecciones
| Selección | Año           | Amistosos | Amistosos | Amistosos | Sudamérica(1) | Sudamérica(1) | Sudamérica(1) | Mundial(2) | Mundial(2) | Mundial(2) | Total | Total | Total  | Media goleadora |
| Selección | Año           | Part.     | Goles     | Asist.    | Part.         | Goles         | Asist.        | Part.      | Goles      | Asist.     | Part. | Goles | Asist. | Media goleadora |
| --- | ------------- | --------- | --------- | --------- | ------------- | ------------- | ------------- | ---------- | ---------- | ---------- | ----- | ----- | ------ | --------------- |
| Absoluta · Chile | 2007          | 1         | 0         | 0         | —             | —             | —             | —          | —          | —          | 1     | 0     | 0      | 0,00            |
| Absoluta · Chile | 2011          | 2         | 0         | 0         | 1             | 0             | 0             | —          | —          | —          | 3     | 0     | 0      | 0,00            |
| Absoluta · Chile | 2012          | —         | —         | —         | 1             | 0             | 0             | —          | —          | —          | 1     | 0     | 0      | 0,00            |
| Absoluta · Chile | 2013          | 3         | 0         | 0         | 2             | 0             | 0             | —          | —          | —          | 5     | 0     | 0      | 0,00            |
| Absoluta · Chile | 2014          | 4         | 0         | 0         | —             | —             | —             | 3          | 0          | 0          | 7     | 0     | 0      | 0,00            |
| Absoluta · Chile | 2015          | —         | —         | —         | 4             | 0             | 0             | —          | —          | —          | 4     | 0     | 0      | 0,00            |
| Absoluta · Chile | 2016          | 2         | 0         | 0         | 7             | 1             | 0             | —          | —          | —          | 9     | 0     | 0      | 0,00            |
| Absoluta · Chile | 2017          | 2         | 0         | 0         | 3             | 0             | 0             | 4          | 0          | 0          | 9     | 0     | 0      | 0,00            |
| Absoluta · Chile | Total         | 14        | 0         | 0         | 18            | 0             | 0             | 7          | 0          | 0          | 39    | 0     | 0      | 0,00            |
| Total carrera | Total carrera | 14        | 0         | 0         | 18            | 0             | 0             | 7          | 0          | 0          | 39    | 0     | 0      | 0,00            |
| (1) Incluye los partidos de las Clasificatorias Sudamericanas / Copa América (2011-17). (2) Incluye los partidos de la Copa FIFA Confederaciones (2017). |               |           |           |           |               |               |               |            |            |            |       |       |        |                 |

## Palmarés

### Campeonatos nacionales
| Título             | Equipo               | País    | Año     |
| ------------------ | -------------------- | ------- | ------- |
| Primera B          | Provincial Osorno    | Chile   | 2007    |
| Primera División   | Universidad Católica | Chile   | 2010    |
| Copa Chile         | Universidad Católica | Chile   | 2011    |
| Copa de Bélgica    | Club Brujas          | Bélgica | 2014-15 |
| Primera División   | Universidad Católica | Chile   | 2019    |
| Primera División   | Universidad Católica | Chile   | 2020    |
| Supercopa de Chile | Universidad Católica | Chile   | 2020    |
| Primera División   | Universidad Católica | Chile   | 2021    |

### Campeonatos internacionales
| Título                  | Equipo             | Sede           | Año  |
| ----------------------- | ------------------ | -------------- | ---- |
| Copa América            | Selección de Chile | Chile          | 2015 |
| Copa América Centenario | Selección de Chile | Estados Unidos | 2016 |
| Copa Suruga Bank        | Independiente      | Osaka          | 2018 |